# يوهان الثاني أمير ليختنشتاين
يوهان الثاني أمير ليختنشتاين واسمه الكامل يوهان ماريا فرانتز بلاسيدوس (بالألمانية: Johann Maria Franz Placidus)‏ (5 أكتوبر 1840 – 11 فبراير 1929) هو أمير ليختنشتاين من عام 1858 حتى 1929. دام حكمه لمدة 70 عاما و 90 يوما ما يجعلها ثالث

## بواكر الحياة
يوهان هو الابن الأكبر لألويس الثاني أمير ليختنشتاين والكونتيسة فرانتزيسكا كينسكي. اعتلى العرش عقب عيد ميلاده الثامن عشر وهذا ما جعل فترة حكمه أطول فترة موثقة توثيقا دقيقا لملكٍ أوروبي منذ القِدَم لم يُلجأ فيهاإلى وضع وصاية على العرش. وتجاوزه ملك تايلند بوميبول أدولياديج بمقدار 35 يوما.

## الإصلاح والقانون
أقر يوهان الثاني أول دستور لليختنشتاين عام 1862. ثم أقر دستورا جديدا للبلاد عام 1921، وذلك عقب خروج ليختنشتاين من الاتحاد الألماني عام 1866 وانتهاء الحرب العالمية الأولى. وضمن الدستور الجديد عددا من الحقوق السياسية للشعب الليختنشتايني حيث أصبحت إمارة ليختنشتاين ملكية دستورية. وما زال هذا الدستور قائما ولكن أجريت عليه بعض التعديلات وكان أشهرها تعديل عام 2003. وألغت ليختنشتاين بعد فترة من خروجها من الاتحاد الألماني الجيش بسبب مصاريفه التي اُعتبرت غير ضرورية.

## الشؤون الخارجية
استطاع يوهان الثاني تحسين العلاقات بعض الشيء مع الحليف التقليدي لليختنشتاين ألا وهو الإمبراطورية النمساوية المجرية والدول التي خلفتها، كما استطاع التقرب من سويسرا ولا سيما بعد الحرب العالمية الأولى. أعلنت ليختنشتاين عن حيادها خلال الحرب ولكن أدى هذا إلى اتهيار تحالفها مع الإمبراطورية النمساوية المجرية ودفع البلاد للدخول في اتحاد جمركي مع سويسرا المجاورة. وأصبح الفرنك السويسري العملة الرسمية للإمارة عام 1924.

## رعايته للفنون
أضاف يوهان الثاني الكثير من الأعمال الفنية لمجموعات ليختنشتاين الأميرية. وقد اعتبر راعيا بارزا للفنون والعلوم خلال فترة حكمه التي اتصفت بطول أمدها، إلا أنه لم يكن اجتماعيا فقلما شارك في الفعاليات الاجتماعية. ولم يتزوج وليس له أولاد على غرار أعضاء آخرين من عائلته.
جُددت قلعة فادوتس وجرى توسعتها خلال الفترة الممتدة من 1905 حتى عام 1920. ولكن لم يقيم الأمير يوهان الثاني في القلعة ولا حتى في ليختنشتاين نفسها، ولكن الحكم الذين أعقبوه سينتقلون في نهاية المطاف إلى هناك عام 1938. وخلفه بعد وفاته عام 1929 فرانتز الأول.

## وصلات خارجية
- أعمال أو نبذة عن يوهان الثاني أمير ليختنشتاين على أرشيف الإنترنت
- الأمير يوهان الثاني (1858-1929) - عائلة ليختنشتاين الأميرية (بالإنجليزية)